# Callyspongia difficilis
Callyspongia difficilis är en svampdjursart som först beskrevs av Brøndsted 1924.  Callyspongia difficilis ingår i släktet Callyspongia och familjen Callyspongiidae. Inga underarter finns listade i Catalogue of Life.